# Jüdischer Friedhof (Sulzdorf an der Lederhecke)

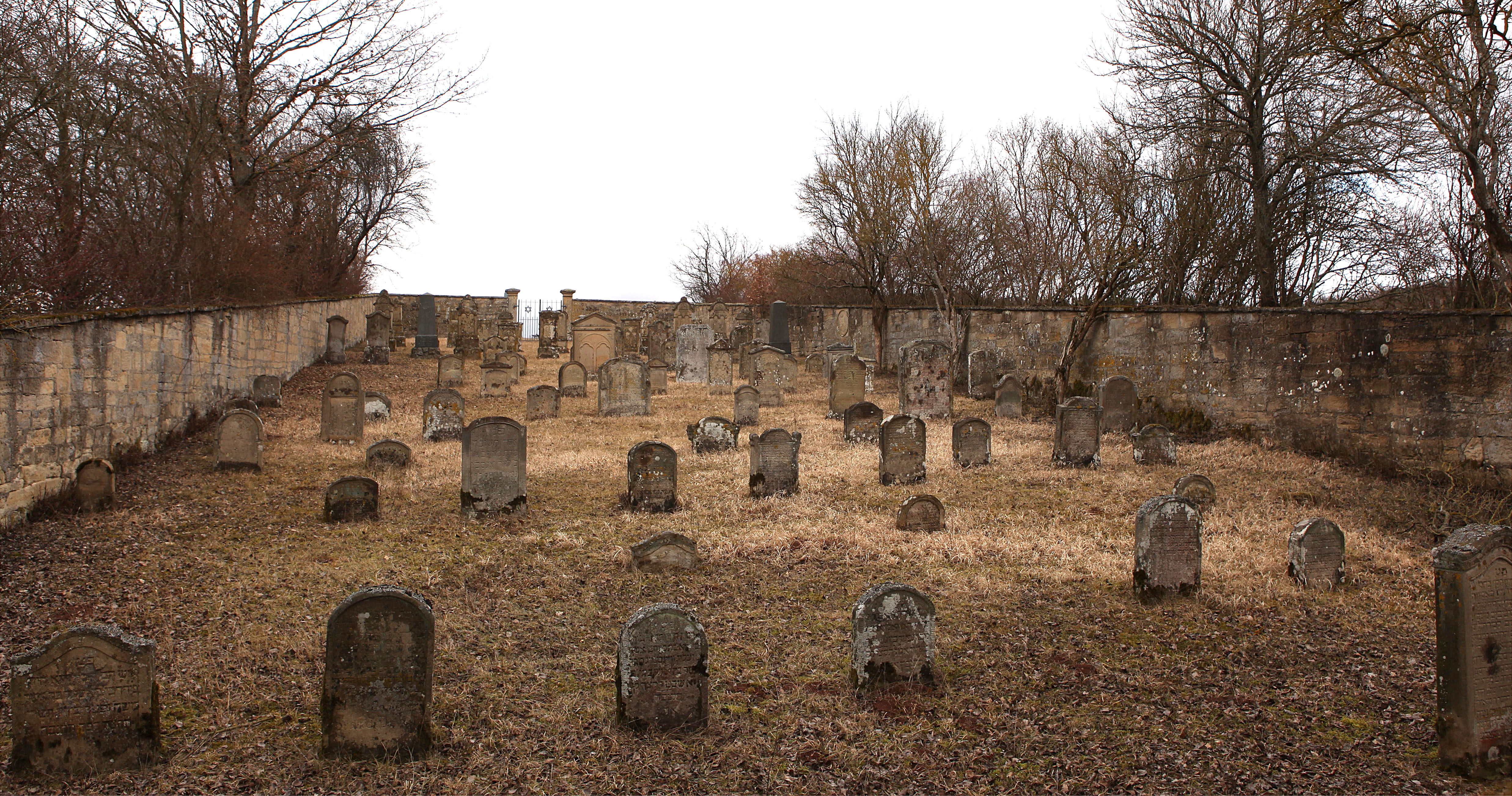
Jüdischer Friedhof Sulzdorf an der Lederhecke

Der Jüdische Friedhof Sulzdorf an der Lederhecke ist ein jüdischer Friedhof im unterfränkischen Sulzdorf an der Lederhecke, einer Gemeinde im Landkreis Rhön-Grabfeld in Bayern.

## Geschichte
Die ersten Juden in Sulzdorf an der Lederhecke sind für das Jahr 1656 bezeugt. Ihr Anteil an der Bevölkerung des Ortes stieg bis zur Mitte des 19. Jahrhunderts auf über 30 %. Auf das Jahr 1833 datiert der älteste bekannte Grabstein (Mazewa) des Friedhofs. Laut einer Gedenktafel stifteten im Jahr 1883 oder 1885 die vier Juden A. Reuter, Bertha Leopold, Clara Mandelbaum und Meier Neumann die Friedhofsmauer; sie wanderten später in die USA aus.
Die letzte Bestattung auf dem Friedhof fand 1905 statt.

## Lage und Charakterisierung
Der Friedhof befindet sich nördlich von Sulzdorf an der B 279. Auf seiner 10,7 Ar großen Fläche finden sich heute noch 92 Grabsteine.